# Stridande tjädertuppar

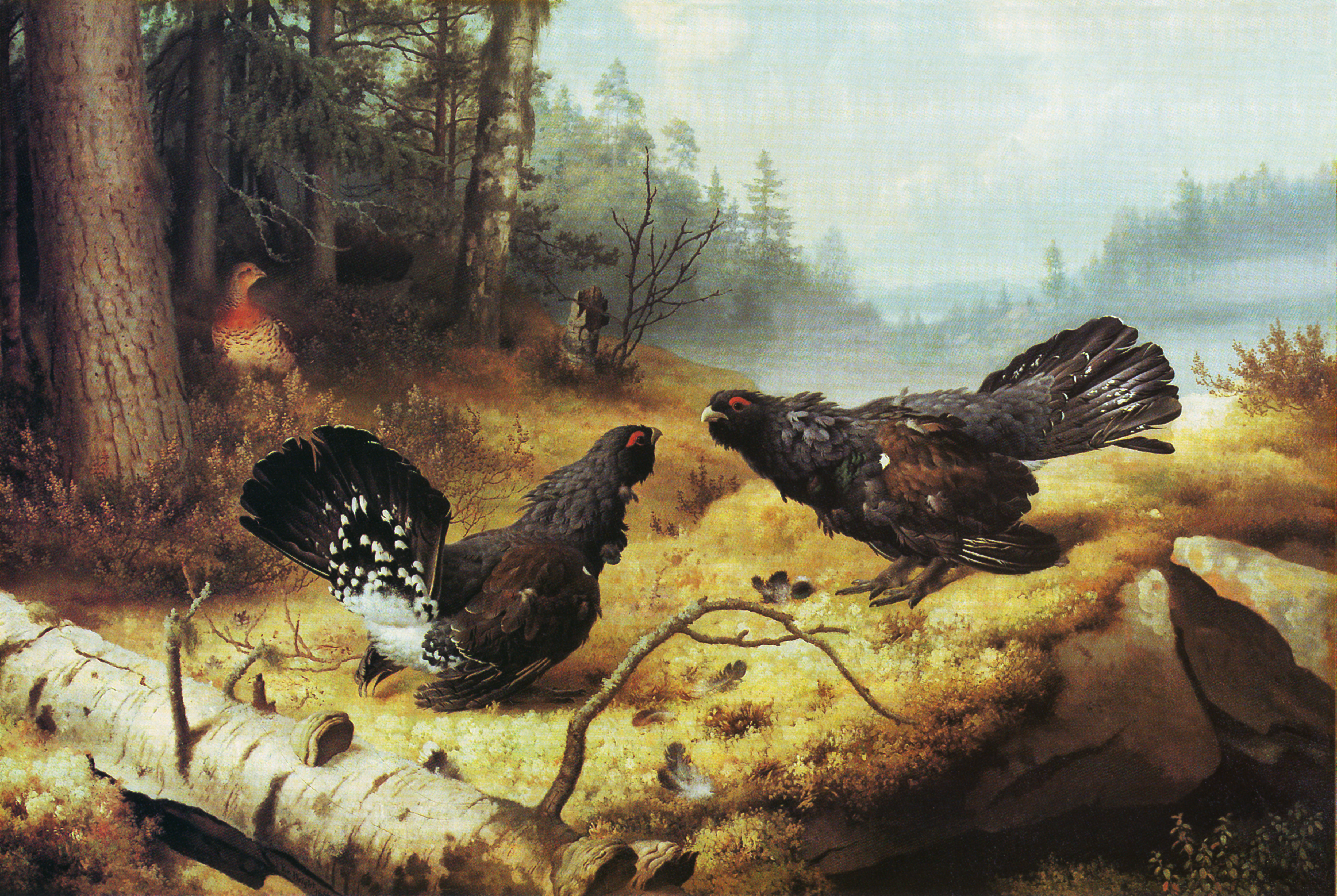
Ferdinand von Wright, Stridande tjädertuppar, 1886.

Stridande tjädertuppar (finska: Taistelevat metsot) är en oljemålning (124 × 188,5 cm) från 1886 av den finska konstnären Ferdinand von Wright. Målningen anses vara ett av konstnärens största verk.
von Wright intresserade sig för avbildning av fåglar redan som barn och fortsatte med detta genom hela livet. I likhet med sina bröder Magnus von Wright och Wilhelm von Wright baserade Ferdinand von Wright sin konst på naturvetenskapliga observationer i en detaljrik stil. Kompositionen i Stridande tjädertuppar är baserad på gyllene snittet. I målningen finns element av spänning och dramatik, vilket är vanligt återkommande i von Wrights målningar med djurmotiv.
När verket målades var Ferdinand von Wright gammal och delvis förlamad. Konstnären trivdes bäst för sig själv och var bosatt på hemorten Haminanlax, Kuopio, Finland, där han hade byggt sin tillflykt, huset Lugnet. 
Verket sägs vara Finlands mest kopierade. Hos det finska folket har verket varit omåttligt populärt, inte minst på grund av de symboliska betydelser som det i efterhand tillskrivits. Under det senare Vinterkriget mot Ryssland förvandlades tjädertupparnas strid i finländarnas tankar till striden mellan Finland och Ryssland. Verket har spritt sig i finska hem i form av posters, korsstygnstavlor, t-shirts, musmattor, pussel, mm.
Verket köptes en kort tid efter att det var färdigställt av Finska Konstföreningen och hör numera till Ateneums samlingar.